# Петнур
Петнур(а) — исчезнувшая деревня в Краснокамском районе Башкортостана.

## География
Деревня Петнур располагалась в 10 км к востоку от железнодорожной станции города Нефтекамска и в 15 км от села Николо-Берёзовки. Близлежащие населённые пункты: Норкино (2,5 км), Дунаево (3,5 км), Кутлинка (4 км), Чилибеево (4 км), Кариево (8 км).

## История
Деревня Петнур была основана в 1795 году. Тогда по указу Уфимской казённой палаты в новообразованную деревню переселились русские дворцовые крестьяне из села Касёво и рядя других населённых пунктов. В 1795 году — в Бирском уезде Уфимской области Уфимского наместничества. В 1796—1865 годах — в составе Оренбургской губернии. В 1850 году входила в состав Касёвской волости. В 1865 году — центр Петнурского сельского общества Касёвской волости, в которое, помимо самой деревни Петнура, входили деревни Дунаева и Кутлинка.
В 1865 году из части территории Оренбургской губернии была создана Уфимская губерния и Петнура, в составе Бирского уезда, перешла в её административно-территориальное подчинение. В 1922—1930 годах — в Калегинской волости Бирского кантона Башкирской ССР. С упразднением кантонного деления Башкирской АССР в 1930 году, деревня вошла в состав Краснокамского района. В 1932 году Краснокамский район был присоединён к Калтасинскому району и Петнур перешла в административно-территориальное подчинение этого района. В 1935 году район вновь был разделён на Калтасинский и Краснокамский, и деревня снова оказалась в составе Краснокамского района. В связи с проведённым в 1965 году укрупнением районов, Краснокамский район был снова упразднён и Петнур вторично оказалась в составе Калтасинского района. Указом Президиума Верховного Совета РСФСР от 31 марта 1972 года был вновь образован Краснокамский район и деревня Петнур снова оказалась в составе этого района.

## Демография
В 1795 году население деревни составляло 108 человек (57 мужчин и 51 женщина), в 1811 году — 75 жителей мужского пола, в 1816 году — 154 жителя (79 мужчин и 75 женщин), в 1834 году — 238 жителей (119 мужчин и 119 женщин), в 1850 году — 326 жителей (152 мужчины и 174 женщины), в 1858 году — 365 жителей (179 мужчин и 186 женщин).

## Топографические карты
- Лист карты O-40-133. Масштаб: 1 : 100 000. Состояние местности на 1982 год. Издание 1983 г.